# صلاح المر
صلاح المر (مواليد 1966، الجريف، السودان) هو رسام سوداني معاصر، ومصمم جرافيك، ومؤلف، ومخرج أفلام، يعيش ويعمل في القاهرة ، مصر. عُرضت لوحاته في السودان والشرق الأوسط وشرق إفريقيا وأوروبا والولايات المتحدة وهي محفوظة في مجموعات متاحف بارزة، بما في ذلك متحف الفن الأفريقي المعاصر في مراكش، ومؤسسة الشارقة للفنون في دولة الإمارات العربية المتحدة، ومتحف زيتز للفن المعاصر في أفريقيا في كيب تاون، ومعهد مينيابوليس للفنون ومركز بومبيدو في باريس.

## الحياة والمسيرة الفنية
يُعرف صلاح المر بأنه رسام ومخرج أفلام ومصور فوتوغرافي ورسام توضيحي ومؤلف للعديد من كتب الأطفال. درس في كلية الفنون الجميلة والتطبيقية بالخرطوم وحصل على شهادة في التصميم الجرافيكي من جامعة السودان للعلوم والتكنولوجيا عام 1989. بعد ذلك، عمل كمصمم جرافيك لمجلة سوداناو. في أعقاب الانقلاب العسكري الذي أتى بعمر البشير إلى السلطة في عام 1989، انتقل إلى نيروبي، حسب قوله: "هربت إلى كينيا عندما اعتقلتني [قوات الأمن] بسبب رسم كاريكاتير للمجلة يصور الانقلاب". وبعد أربع سنوات، انتقل إلى القاهرة، وقام بزيارات متكررة إلى وطنه.
نشأ صلاح في عائلة من الصيادين في قرية على النيل الأزرق، وكان لذكريات طفولته تأثير متكرر على لوحاته. العديد من لوحاته مستوحاة من غابة السنط بالقرب من ملتقى النيل الأبيض والنيل الأزرق، حيث كان سكان الخرطوم يقضون أوقات فراغهم. وتتميز أعماله بمواضيع متعدد لذلك تظهر الحشرات والفواكه والناس مراراً وتكراراً في لوحاته.
وصف أسلوبه في الرسم بأنه سريالي، ولكن ليس إلى درجة عدم الفهم، وهو يفضل الألوان الجريئة بضربات الطلاء السميكة المكملة بظلال عرضية ذات ألوان أفتح. وقال: "الألوان في لوحاتي قوية للغاية بسبب الشمس في بلدي وأيضاً بسبب الناس هناك الذين يحبون ارتداء الملابس الملونة". المواضيع تعبر عن القدرات العاطفية غير المحفوظة. على الرغم من أن اللوحات لا تتضمن حدثاً أو أحداثًا مهمة، إلا أن كل وجه يبدو أن لديه قصة وراءه. ووصف أمين معرض في مقر المفوضية الأوروبية في القاهرة، أعماله قائلاً: "لوحاته مليئة بالرموز والطقوس، ولكن ليس من الواضح أبدًا ما هي في الواقع، مما يجعلها غامضة وجذابة."
كمخرج، قام صلاح بإخراج وإنتاج ستة أفلام قصيرة، تقع من الناحية الأسلوبية بين الفيلم الوثائقي والفيلم الخيالي. حصل على جائزة لجنة التحكيم (تكريم خاص) عن فيلمه "طائر السماء" في المهرجان الدولي للفيلم القصير في إثيوبيا 2010.
كما نشط ككاتب أو رسام في أدب الأطفال العالمي، مثل كتاب "الأبطال القدامى" لحمدي أبو جليل والعديد من الكتب المصورة الأخرى باللغات العربية والفرنسية والإنجليزية والإيطالية والألمانية والإسبانية.

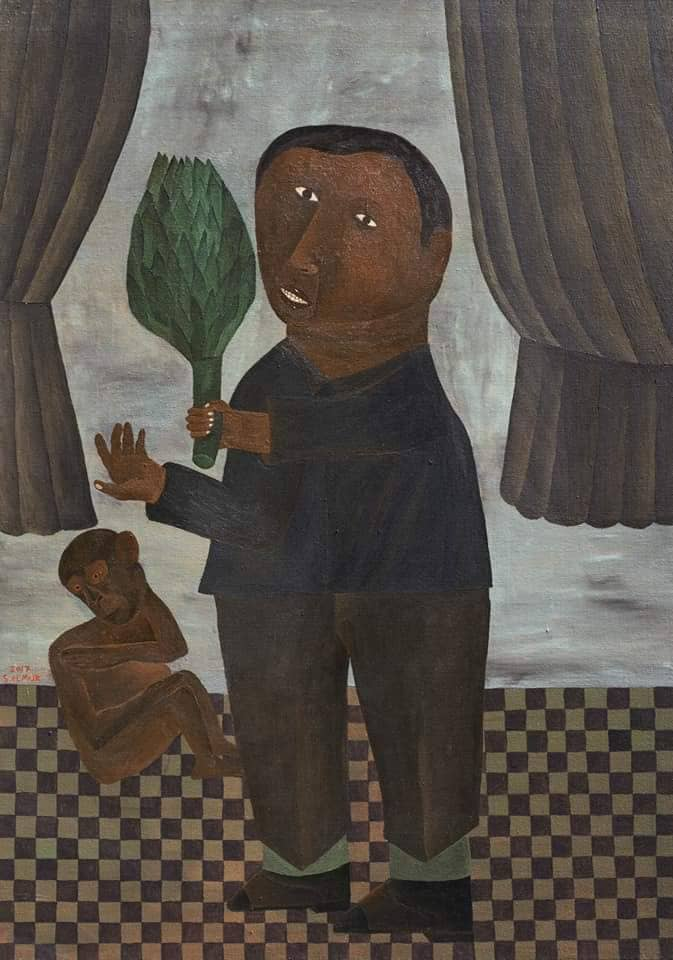
صلاح المر: قرد وخرشوف، 185 × 185 سم، 2017

وهو متزوج من الفنانة المصرية سعاد عبد الرسول (مواليد 1974)، ويعيشان في القاهرة.